# Vilim Demšar
Vilim Demšar, slovenski violinist in izdelovalec godal, * 22. november 1937, Sarajevo, † 10. februar 2017, Ljubljana.
Profesor Vilim Demšar se je rodil leta 1937 v družini goslarjev. Že pred 14. letom ga je vzel v uk njegov oče, znani goslarski mojster Blaž Demšar. Opravil je pomočniški izpit iz goslarstva in vzporedno študiral še violino in violo ter diplomiral leta 1964 na Akademiji za glasbo v Ljubljani. Po šolanju je deloval kot profesor violine in kot violist v različnih profesionalnih orkestrih.
Poročen je bil z diplomirano učiteljico klavirja, Ruško Kristen Demšar. Z njo je imel 2 otroka, Mateja Demšarja in Mojco Demšar. Leta 1981 je dobil status goslarja umetnika.
Goslarsko obrt nadaljuje nečak Blaž Demšar mlajši.